# Love You Live
Love You Live es el tercer álbum en directo publicado por los Rolling Stones en 1977, grabado durante el Rolling Stones Tour of the Americas '75, el Rolling Stones Tour of Europe '76 y presentaciones en Toronto, Canadá, en 1977. Es el tercer álbum en vivo oficial de la banda. Lanzado en septiembre de 1977, el álbum fue bien recibido, llegando hasta el tercer lugar en las listas británicas y al quinto en los Estados Unidos, en donde obtuvo un disco de oro. En 1998, Love You Live fue remasterizado y relanzado por Virgin Records.

## Lista de canciones
Todos los temas compuestos por Mick Jagger y Keith Richards salvo donde se indica.

### Disco 1
Todos los temas grabados en París, 5, 6 y 7 de junio de 1976, salvo donde se indica.
1. "Intro: Excerpt From 'Fanfare for the Common Man'" (Aaron Copland) – 1:24
2. "Honky Tonk Women" – 3:19
3. "If You Can't Rock Me"/ "Get off of My Cloud" – 5:00
Grabado en Earl's Court, Londres, 22 de mayo de 1976
4. "Happy" – 2:55
5. "Hot Stuff" – 4:35
6. "Star Star" – 4:10
7. "Tumbling Dice" – 4:00
8. "Fingerprint File" – 5:17
Grabado en Toronto, 17 de junio de 1975
9. "You Gotta Move" (Fred McDowell/Rev. Gary Davis) – 4:19
10. "You Can't Always Get What You Want" – 7:42

### Disco 2
1. "Mannish Boy" (Ellas McDaniel/McKinley Morganfield/Mel London) – 6:28
2. "Crackin' Up" (Ellas McDaniel) – 5:40
3. "Little Red Rooster" (Willie Dixon) – 4:39
4. "Around And Around" (Chuck Berry) – 4:09
  - Grabados en El Mocambo club en Toronto, el 4 y 5 de marzo de 1977
5. "It's Only Rock'n Roll (But I Like It)" – 4:31
Grabado en Toronto, 17 de junio de 1975
6. "Brown Sugar" – 3:11
7. "Jumpin' Jack Flash" – 4:03
8. "Sympathy for the Devil" – 7:51
Grabado en Los Ángeles, 9 de julio de 1975

## Listas de éxitos
Álbum
| Año       | Listas                                    | Posición |
| --------- | ----------------------------------------- | -------- |
| 1977      | UK Top 60 Albums                          | 3        |
| 1977 1978 | Billboard Pop Albums Billboard Pop Albums | 5 106    |

- Datos: Q1327559